# پترگوف

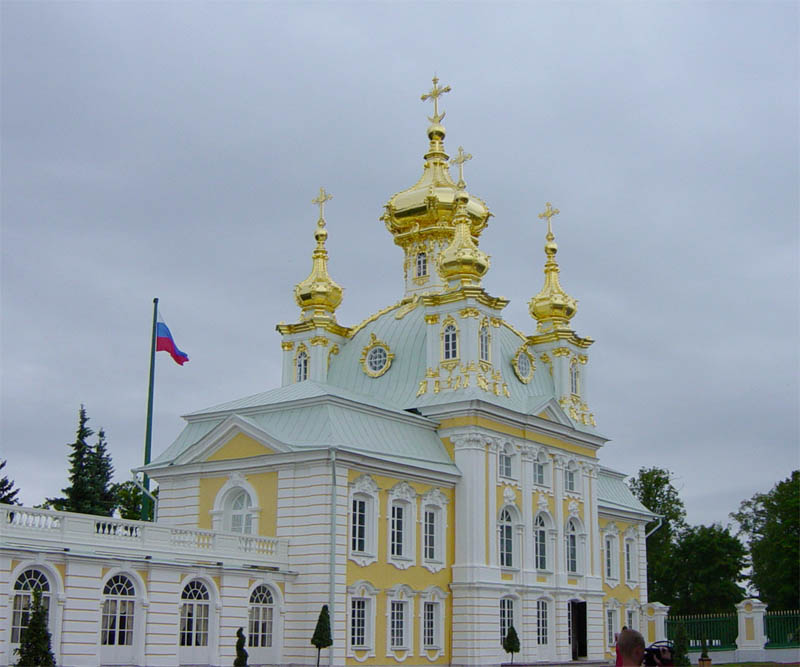
پترگوف.

پترگوف (به روسی: Петергоф) یکی از شهرهای منطقهٔ فدرال سن پترزبورگ در شمال روسیه و ساحل جنوبی خلیج فنلاند است. جمعیت این شهر در سرشماری سال ۱۹۸۹ بالغ بر ۸۱٬۵۲۵ نفر بوده که در سرشماری سال ۲۰۰۲ به ۶۴٬۷۹۱ نفر کاهش یافته‌است.